# Олесь Козир-Зірка
Олесь Козир-Зірка — повне ім'я Олексій Козир-Зірка (прізвиська — Олесь Козир, Олесь Зірка; нар. 7 серпня 1886, с. Петрівка, Новомосковський повіт, Катеринославська губернія, Російська імперія — пом. після 1923, Київська губернія, СРСР) — український військовий діяч, повстанський отаман часів Громадянської війни, командир кінної партизанської сотні (листопад — грудень 1918), командир кінних частин Запорозької Січі (1919), учитель, гордієнківець, полковник армії УНР.

## Життєпис

### Ранні роки
Народився Олексій Козир-Зірка 7 серпня 1886 року у селі Петрівка Новомосковського повіту Катеринославської губернії у старовинній заможній козацькій родині. Предки Олексія Козир-Зірки згадуються у сотні пана В.Черняка ще у компуті Полтавського полку 1718 року Олесь з дитинства любив природу та розповіді діда про минуле краю. Початкову освіту Олесь Козир-Зірка здобув у церковно-парафіяльній школі. Потім він продовжив навчання в реальному училищі м. Олександрівська. Протягом 90-х років XIX ст.- початку XX ст. вчителював по сільським школам Катеринославської губернії.
У серпні 1914 року його мобілізують до діючої армії, де він служив у драгунському полку. За доблесть він отримав звання унтер-офіцера. З 1916 року воював разом з Петром Філоненком у Кабардинському полку Кавказької кавалерійської тубільної дивізії (так звана «Дика дивізія»). Внаслідок вдалих вилазок у стан ворога у січні 1917 року Козир-Зірка отримує свій перший офіцерський чин — прапорщика.

### Життя у часи революції
Революцію Козир-Зірка зустрів у тилу, адже з лютого 1917 року Дика дивізія була розквартирована по селах у Бессарабії. Навесні, дивізію за спогадами Юрія Горліс-Горського ще не зачепила хвиля післяреволюційної анархії, але коли почалось створення окремих українських полків у армії, прапорщик як і багато інших українських офіцерів почав брати участь у творенні національних загонів. Восени 1917 року Козир-Зірка переводиться до 3-ї кавалерійської дивізії, де на той час створювали окремий український полк. Завдяки своєму ораторському мистецтву, відпрацьованому в роки вчителювання, молодий прапорщик зумів здобути прихильність солдат. Це призвело до того, що його обрали на солдатському зібранні командиром українського кінного полку. Але командував Козир-Зірка ним не довго, адже вже у грудні 1917 року його розбили під Катеринославом більшовицькі війська. Він збирає залишки полку та створює банду, отаманом якої і стає. У цей час він починає зватися Олесем задля підвищення авторитету як себе, так і загону серед місцевих селян.
На початку січня 1918 року Козир-Зірка опиняється у Києві, де одразу бере активну участь у боротьбі проти загонів більшовиків на боці армії УНР. Також, він бере участь у обороні столиці від військ Михайла Муравйова. 14 лютого 1918 року отримує звання полковника армії УНР. Незабаром, Козир-Зірка разом з Юхимом Божком вступає до Третього куреня Запорізького загону полку імені К. Гордієнка військ Центральної Ради, у лавах якого брав участь у спільному наступі українських та німецьких підрозділів проти більшовиків на Полтавщині, Північному Причорномор'ї та у Криму.
Під час правління Павла Скоропадського він приєднався до повсталих Київщини, а після розгрому Таращансько-Звенигородського повстання під Мотовилівкою — переховувався серед січовиків. У Білій Церкві разом з ними за наказом Євгена Коновальця Козир-Зірка сформував 1-й кінно-партизанський січових стрільців полк, що став кавалерією Січової дивізії для боротьби з гетьманом Скоропадським. Під час облоги Києва отаман не раз порушував перемир'я армій німців та УНР, постійно спустошуючи київські околиці. У грудні 1918 року полк Козир-Зірки розміщають у районі Овруча та Коростеня, де отаман «відзначився» численними єврейськими погромами. Отаман звинуватив євреїв, які зібралися на ринковій площі, «у більшовизмі» і зажадав великого викупу. Незважаючи на збір данини, наказ припинити погром не був виконаний. За свідченням З. С. Островського, лишаючи місто 16 січня 1919 року наступаючим більшовикам, вчинив особливо жорстокий погром у Овручі. Загинуло близько 80 жителів, знищено було понад 1800 будинків. Схожими на цей були єврейські погроми під його проводом на Житомирщині та Київщині, через які маршем пройшов загін отамана. За такі дії полк отамана було розформовано, а сам Козир-Зірка потрапив під військово-польовий суд. За рішенням суду полковника Козир-Зірку повинні були розстріляти, але йому вдалося втекти. До літа 1919 року Олесь Козир-Зірка із невеликим загоном розорював тили української армії, доки його ледь не схопила контррозвідка Симона Петлюри.
Розуміючи безвихідь ситуації, колишній отаман перейшов на бік більшовиків, які боролися проти денікінців і тих, хто прирік його на смерть. За деякими даними, він у 1920-х роках. працював у ЧК, але подальша доля отамана невідома.

## Образ О. Козир-Зірки у народній уяві
Ще за життя особа отамана Козир-Зірки стала легендарною. Так, у Овручі та Коростені його за освіченість вважали колишнім білоцерківським графом, інші ж — за біглого галицького каторжанина, адже руки отамана були повністю вкриті татуюванням. У деяких селах Житомирщини та Київщини його називали «козирним», тобто удачливим, отаманом, від чого ніби-то було його прізвище.

## Образ отамана у літературі
Постать Олеся Козир-Зірки стала прообразом літературного персонажа Козир-Лешка у романі Михайла Булгакова «Белая гвардия». 
Також Козир-Зірка є одним з епізодичних персонажів трилогії Володимира Беляєва "Стара фортеця" (частина "Місто у моря"):